# Йосип Флавій
Йосип Флавій (лат. Josephus Flavius; близько 37 — бл. 100) — єврейський історик.

## Біографія
Батько Йосипа Флавія належав до священницького роду, а його мати походила з царського роду Хасмонеїв-Макавеїв. Йосип здобув блискучу освіту, не тільки єврейську, а й грецьку. У 26-річному віці він їздив до Риму як захисник декількох юдейських священників, звинувачених прокуратором Феліксом і відправлених у ланцюгах до Риму. Тут Йосип завдяки євреєві Алігуру, придворному акторові Нерона, познайомився з дружиною Нерона Попеєю і через неї виклопотав прощення священникам. Після повернення до Єрусалиму виявив, що євреї готуються повстати проти римського правління, і не відчуваючи ентузіазму, був вимушений до них приєднатись. Йосипу була доручена оборона Галілеї, тобто північної частини Палестини, проте його дії були малоуспішними, і витримавши 47-денну облогу в місті Йотапате, він у 67 році потрапив у полон до майбутнього імператора Веспасіана. Щоб урятувати собі життя й допомогти співвітчизникам після їхньої неминучої поразки, Йосип запропонував свої послуги Веспасіану, і до кінця війни був перекладачем у нього та його сина Тита, а також посередником між римлянами та євреями. Після падіння Єрусалима в 70 році Йосип вирушив до Риму, де отримав римське громадянство й пенсію.

## Праці
Йосип відомий працями, що дійшли до нас на грецькій мові — «Юдейська війна» (про повстання 66—70) і «Юдейські старожитності» (де викладена історія євреїв від створення світу до Юдейської війни). Як і трактат «Проти Апіона», вони мали на меті ознайомити античний світ з історією і культурою євреїв і розвінчати стійкі упередження проти цього народу.
У першій своїй праці, «Юдейська війна», Йосип Флавій під свіжими враженнями оповідає про війну римлян з євреями і про руйнування Єрусалиму, подає детальні розповіді про цю подію в короткому нарисі (1-а і 2-а книги) усього Єрусалиму, що сталася з часу взяття, Антіохом Єпіфаном до відступу від Єрусалиму Цестія Галла, римського намісника Сирії, і розгрому його військ євреями. Ця перемога оп'янила євреїв і послужила першим поштовхом до серйозного повстання проти римської влади, історія якого і складає предмет оповідання інших п'яти книг.
Інший твір Йосипа Флавія, «Автобіографія», написаний набагато пізніше, в царювання Доміціана, про який є згадка у кінці цього твору. У ньому викладаються факти з життя Йосипа, що не увійшли до складу книг «Юдейської війни», і воно є доповненням як цього останнього твору, так і «Юдейської старовини», так що в деяких кодексах Флавієвих творів вона приєднується до 20-ти книг «Старовини» як остання, 21-ша книга. Мета «Автобіографії» — апологетична: Йосип Флавій захищає свої розпорядження на посаді правителя Галілеї проти нападок на нього з боку єврейського історика Юста Тіверіадського, секретаря Агріппи II, який у написаній ним історії війни юдеїв з римлянами звинувачував Йосипа Флавія в тому, що той перший започаткував повстання проти римського панування.
Третій твір Йосипа Флавія — «Юдейська старовина», який складається з 20 глав. Ця праця охоплює історію усієї єврейської старовини — як говорить сам Йосип в передмові до неї — призначалася для греків; для них він зробив витяги з єврейських книг (тобто книг священних). Флавій хотів довести, що і єврейський народ має свою історію, і притому історію, що налічує десятки віків. До 7-ї глави XI книги оповідання Йосипа Флавія йдуть паралельно оповіданням Біблії. Його оповідання особливо детальними стають з епохи Птолемеїв і Селевкідів. Три останні книги передають події зі смерті Ірода Великого до управління Гессія Флора.
Окрім перерахованих творів, Йосипу Флавію належать ще дві книги «Про старовину юдейського народу», або «Проти Апіона», александрійського граматика, який був посланий александрійськими греками в Рим, де звинувачував євреїв перед Калігулою в тому, що вони не шанують його як бога.
У 1-ій книзі Йосип Флавій говорить про переваги історіографії євреїв і всіх взагалі східних народів перед історіографією греків і римлян, і викриває Манефона та інших істориків, які писали про похід євреїв з Єгипту. Друга книга спрямована проти твору Апіона про євреїв; тут Йосип Флавій захищає Мойсея і його законодавство. Як у цьому, так і в усіх інших своїх творах Йосип Флавій віддає перевагу переконанням фарисеїв.
Зрештою деякими дослідниками Флавію приписується філософський трактат «Про панування розуму», у якому автор, намагаючись зблизити грецьку філософію з біблейським оповіданням, біблейськими прикладами доводить і роз'яснює думку, висловлену в заголовку трактату.

## Значення творів Йосипа Флавія
Історичне значення творів Йосипа Флавія полягає головним чином у тому, що його праці є основним джерелом історії євреїв, починаючи з епохи Макавеїв до завоювання Єрусалима римлянами.
Християнські учителі церкви, як Феофіл Антиохійський, Климент Александрійський, Тертулліан, так само як і церковні письменники Євсевій, Ієроним та інші, з похвалою відгукуються про Йосипа Флавія, посилаючись на нього як на визнаного авторитета.
У 1544 році з'явилося перше грецьке видання творів Йосипа Флавія. Найкраще зі старих видань — Havercamp'a (Амстердам, 1726); потім слідували видання Oberthur'a (Лейпциг, 1782—1785), Richter'a (1825—1827), Dindorf'a (1845—1949) і Murray (Л., 1874), а також перевірені видання Niese (Би., 1885—1892) і Naber'a (Лпц., 1888 і слід.).
Існують переклади творів Йосипа Флавія на латинську (дуже древнього походження) та інші європейські мови.

## Йосип Флавій про християнство
Праці Йосипа Флавія наводилися як свідчення смерті Івана Хрестителя (Древн. XVIII, 5, 2), побиття камінням Якова, брата Господнього (Древн. XX, 9, 1), а також розп'яття Ісуса Христа (Древн. XVIII, 3, 3), зокрема (Древн. XVIII, 3, 63):

Близько цього часу жив Ісус, людина мудра, якщо його взагалі можна назвати людиною. Він вчинив дивовижні діяння і став наставником тих людей, які охоче сприймали істину. Він притягнув до себе багатьох юдеїв та еллінів. Те був Христос. За наполяганням наших впливових осіб Пілат засудив його до хреста. Але ті, хто раніше любили його, не припиняли цього і тепер. На третій день він знову став живим, як сповістили про нього і про багато інших його чудес богонатхненні пророки. Понині ще існують так звані християни, які іменують себе таким чином по його імені.

Наприкінці XIX століття ці глави розглядалися як вставки пізнішого походження (Бруно Бауєр).
Приписати фрагменти самому Флавію не дає змоги, головним чином, іменування автором Ісуса Христом, що суперечить думці Оригена, що Флавій не був християнином.
З іншого боку, наявність цієї фрази в письменника-фарисея намагаються пояснити тим, що блж. Ієронім, цитуючи Флавія, писав замість слів «То був Христос» — «Його вважали Христом». Також на початку XX століття в науковий обіг увели текст X століття «Всесвітній історії», написаній єпископом Агапієм, де стверджується, що Йосип у своїх працях тільки передає слова християн.